# Coinbase
Coinbase là một sàn giao dịch tiền tệ kỹ thuật số có trụ sở chính tại San Francisco, California, Hoa Kỳ. Họ môi giới trao đổi Bitcoin, Bitcoin Cash, Ethereum, Ethereum Classic, Litecoin, Tezos và nhiều loại tiền điện tử khác, với tiền tệ fiat ở khoảng 32 quốc gia, giao dịch và lưu trữ bitcoin ở 190 quốc gia trên toàn thế giới. Coinbase được thành lập vào năm 2012 bởi Brian Armstrong và Fred Ehrsam và nó hiện là sàn giao dịch tiền điện tử lớn nhất ở Hoa Kỳ tính theo khối lượng giao dịch.

## Lịch sử
Coinbase được thành lập vào tháng 6 năm 2012 bởi Brian Armstrong, một cựu kỹ sư Airbnb và Fred Ehrsam, một cựu giao dịch viên của Goldman Sachs. Đồng sáng lập của Blockchain.info, Ben Reeves là một phần của nhóm sáng lập ban đầu nhưng sau đó đã tách khỏi Armstrong do quan điểm khác nhau của họ về cách thức hoạt động của ví Coinbase.Nhóm sáng lập còn lại đã đăng ký tham gia chương trình ươm tạo khởi nghiệp Y Combinator Hè 2012. Vào tháng 10 năm 2012, công ty đã ra mắt dịch vụ mua và bán bitcoin thông qua chuyển khoản ngân hàng.Vào tháng 5 năm 2013, công ty đã nhận được khoản đầu tư Series A trị giá 5 triệu đô la Mỹ do Fred Wilson đứng đầu từ công ty đầu tư mạo hiểm Union Square Ventures. Vào tháng 12 cùng năm, công ty nhận được khoản đầu tư 25 triệu đô la Mỹ từ các công ty đầu tư mạo hiểm Andreessen Horowitz, Union Square Ventures (USV) và Ribbit Capital.
Năm 2014, công ty đã đạt một triệu người dùng, mua lại dịch vụ tìm kiếm blockchain Blockr và công ty đánh dấu trang web Kippt, bảo đảm bảo hiểm bao gồm giá trị bitcoin được lưu trữ trên máy chủ của họ và khởi chạy hệ thống bảo mật để lưu trữ bitcoin an toàn. Trong suốt năm 2014, công ty cũng hợp tác với Overstock, Dell, Expedia, Dish Network và Time Inc. cho phép các công ty này chấp nhận thanh toán bằng bitcoin. Công ty cũng đã thêm khả năng xử lý thanh toán bitcoin cho các công ty thanh toán truyền thống như Stripe, Braintree và PayPal.